# Alberto Abalde
Alberto Abalde Díaz (La Coruña, 15 dicembre 1995) è un cestista spagnolo; ha una sorella maggiore, Tamara, anch'ella cestista.

## Carriera
Con la Spagna ha disputato i Giochi olimpici di Tokyo 2020.

## Statistiche

### Eurolega
| Anno       | Squadra     | PG  | PT  | MP   | TC%  | 3P%  | TL%  | RP  | AP  | PRP | SP  | PP  |
| ---------- | ----------- | --- | --- | ---- | ---- | ---- | ---- | --- | --- | --- | --- | --- |
| 2017-2018  | Valencia    | 25  | 9   | 19,1 | 49,7 | 51,9 | 87,0 | 2,1 | 1,7 | 0,3 | 0,0 | 7,6 |
| 2019-2020  | Valencia    | 23  | 4   | 21,7 | 42,7 | 28,3 | 73,5 | 4,0 | 1,7 | 0,5 | 0,0 | 7,8 |
| 2020-2021  | Real Madrid | 39  | 23  | 19,5 | 45,1 | 43,5 | 84,1 | 2,7 | 2,3 | 0,5 | 0,0 | 7,2 |
| 2021-2022  | Real Madrid | 30  | 19  | 18,8 | 39,6 | 33,8 | 75,0 | 3,0 | 1,5 | 0,5 | 0,0 | 6,0 |
| 2022-2023† | Real Madrid | 24  | 10  | 14,4 | 30,2 | 25,0 | 66,7 | 2,1 | 1,6 | 0,3 | 0,0 | 2,6 |
| 2023-2024  | Real Madrid | 24  | 9   | 12,8 | 44,1 | 41,3 | 87,5 | 1,9 | 0,7 | 0,4 | 0,0 | 3,6 |
| 2024-2025  | Real Madrid | 39  | 28  | 18,9 | 51,9 | 46,0 | 88,5 | 2,4 | 1,7 | 0,5 | 0,0 | 5,9 |
| Carriera   | Carriera    | 204 | 102 | 18,1 | 44,6 | 40,0 | 79,1 | 2,6 | 1,6 | 0,4 | 0,0 | 5,9 |

### Eurocup
| Anno       | Squadra  | PG | PT | MP   | TC%  | 3P%  | TL%  | RP  | AP  | PRP | SP  | PP  |
| ---------- | -------- | -- | -- | ---- | ---- | ---- | ---- | --- | --- | --- | --- | --- |
| 2018-2019† | Valencia | 23 | 7  | 15,9 | 46,4 | 32,6 | 87,0 | 2,0 | 1,3 | 0,5 | 0,0 | 5,4 |
| Carriera   | Carriera | 23 | 7  | 15,9 | 46,4 | 32,6 | 87,0 | 2,0 | 1,3 | 0,5 | 0,0 | 5,4 |

## Palmarès
- Campionato spagnolo: 3

Real Madrid: 2021-2022, 2023-2024 , 2024-2025
- Copa del Rey: 1

Real Madrid: 2024
- Supercoppa spagnola: 5

Valencia: 2017
Real Madrid: 2020, 2021, 2022, 2023
- Eurocup: 1

Valencia: 2018-2019
- Eurolega: 1

Real Madrid: 2022-2023